# Ivan Kočárník
Ivan Kočárník (* 29. listopadu 1944 Třebonín) je český ekonom a bývalý vrcholový politik za Občanskou demokratickou stranu, po sametové revoluci československý poslanec Sněmovny národů Federálního shromáždění, v 90. letech ministr financí ČR, místopředseda vlády Václava Klause a poslanec Poslanecké sněmovny.

## Biografie
Vystudoval Vysokou školu ekonomickou, obor finance. Poté působil ve Výzkumném ústavu finanční a úvěrové politiky. Ivan Kočárník byl před rokem 1990 členem KSČ. Po roce 1990 působil jako náměstek federálního ministra financí Václava Klause.
Ve volbách roku 1992 byl zvolen za ODS, respektive za koalici ODS-KDS, do české části Sněmovny národů (volební obvod Středočeský kraj). Ve Federálním shromáždění setrval do zániku Československa v prosinci 1992.
V letech 1992–1997 zastával post ministra financí ČR v první vládě Václava Klause i druhé vládě Václava Klause. V souvislosti s ekonomickými potížemi začala jeho pozice ve vládě slábnout a v květnu 1997 se Výkonná rada ODS usnesla, že bude ve vládě nahrazen (Václav Klaus s tím ostře nesouhlasil[zdroj?]). Původním kandidátem na uvolněný post byl Jiří Weigl, ale nakonec se novým ministrem financí stal Ivan Pilip. Kromě toho byl v letech 1992–1996 místopředsedou první vlády Václava Klause. Ve volbách v roce 1996 byl rovněž zvolen do Poslanecké sněmovny Parlamentu České republiky za ODS a poslanecký mandát zastával do roku 1998.
Současně byl spojován s kauzou Lehké topné oleje, kdy sám v roce 1994 odmítl, aby se ropné výrobky danily rovnou daní.
Poté, co mu vypršel ministerský mandát, se stal předsedou představenstva České pojišťovny (podle Respektu před tím Kočárník z pozice ministra pomohl PPF k privatizaci České pojišťovny). V komunálních volbách roku 2006 kandidoval neúspěšně do zastupitelstva obce Vonoklasy za ODS.
V dubnu 2007 se Kočárník stal předsedou dozorčí rady letecké společnosti ČSA. V roce 2008 na sebe upozornil tím, že začal ve své funkci prosazovat výstavbu nové přistávací dráhy na letišti v Praze-Ruzyni. V září 2009 rezignoval na funkci v ČSA s odůvodněním, že funkci předsedy dozorčí tady nemůže nadále vykonávat odpovědně, neboť odbory, úřady i někteří členové vlády brzdí restrukturalizaci ČSA.
V červenci 2010 se stal poradcem ministra financí Miroslava Kalouska. V roce 2009 mu Václav Klaus, u příležitosti jeho 65. narozenin udělil čestnou plaketu prezidenta republiky.